# Jean-Luc Mano
Pour les articles homonymes, voir Mano.
Jean-Luc Mano est un journaliste et conseiller en communication français né le 8 février 1956 à Paris.

## Biographie

### Jeunesse militante
Jean-Luc Mano est issu d'une famille de militants communistes. Éliane Mano, sa mère a longtemps été maire-adjoint de Saint-Denis.
Élève au lycée Paul-Éluard de Saint-Denis, il participe rapidement au mouvement lycéen en France. À 16 ans, il est membre du bureau de l’Union nationale des comités d’actions lycéens (UNCAL)[réf. nécessaire], milite aux Jeunesses communistes puis rejoint trois ans plus tard l’Union des étudiants communistes (UEC) quand il s'inscrit à l'université Paris-XIII-Villetaneuse. Il obtient ensuite une maîtrise en histoire.[réf. nécessaire]
De 1976 à 1979, il est président de l'une des deux branches de l’Union nationale des étudiants de France (UNEF).

### Journaliste
Il commence sa carrière de journaliste à L’Humanité en 1979. Il est recruté par TF1 en 1983, bénéficiant du « quota communiste » instauré par le nouveau pouvoir socialiste dans l'audio-visuel, pour y assurer le poste de correspondant à la présidence de la République. En 1991, il est reporter, envoyé spécial de la chaîne pendant la guerre du Golfe. De retour à Paris, il devient chef du service politique.
Après un passage à Globe Hebdo, où il est éditorialiste et responsable des grands entretiens, il rejoint France 2 en 1994 comme directeur de l’information. Sur cette chaîne, il anime à partir de 1995 avec Alain Duhamel l’émission hebdomadaire diffusée en première partie de soirée, Invité Spécial.
En 1999, il est nommé directeur de la rédaction de France-Soir, qu'il quitte en 2001 pour rejoindre la radio BFM, où il assure les fonctions de PDG pendant un an.
Il a également été chroniqueur à VSD, au Nouvel Économiste, à Radio Monte-Carlo ou sur i-Télé et éditorialiste à L’Essentiel des relations internationales.

### Conseiller en communication
Il a par ailleurs été consultant TV pour de nombreux pays étrangers (États-Unis, Canada, Russie, Suisse, Grèce, Viêt Nam, Chili, Mali…).
Fondateur de l'agence de communication Only Conseil, il conseille désormais plusieurs responsables politiques (notamment Michèle Alliot-Marie, Xavier Darcos et plus récemment Nathalie Kosciusko-Morizet et Christian Estrosi) et dirigeants d'entreprises.
Il participe régulièrement à des débats en tant que chroniqueur politique, notamment sur RTL, en tant que polémiste de l'émission On refait le monde.
Il a enseigné au Centre de formation des journalistes et a été membre du conseil d'administration de l’École supérieure de journalisme de Paris.

## Décoration
Jean-Luc Mano est chevalier de l'ordre national du Mérite.

## Ouvrages
- Les Mammouths et les jeunes lions (avec Françoise Laborde), Belfond, 1990
- La Défaite impossible (avec Guy Birenbaum), Ramsay, 1997
- Mitterrand, ailleurs et maintenant, Ramsay, 1998
- Les Pourquoi de la Corrida, avec Michel Gardère, Marcel Garzelli et Jean-Louis Normandin, Cairn, 2008
- Les Perles des politiques, Jean-Claude Gawsewitch, 2011
- Petite encyclopédie irrévérencieuse de la politique, Balland, 2011
- Les Phrases chocs de la campagne présidentielle , Jean-Claude Gawsewitch, 2012